# Должок (Зеньковский район)
Должок (укр. Довжок) — село,
Лютенско-Будищанский сельский совет,
Зеньковский район,
Полтавская область,
Украина.
Код КОАТУУ — 5321383202. Население по переписи 2001 года составляло 22 человека.

## Географическое положение
Село Должок находится в 2,5 км от села Лютенские Будища.

## История
Есть на карте 1869 года как хутор Должик